# Quadra (Einheit)
Quadra war eine Flächeneinheit in Brasilien.
- 1 Quadra = 1,74 Hektar